# AS Saint-Étienne
 Denne artikel omhandler fodboldklubben AS Saint-Étienne. Opslagsordet har også en anden betydning, se Saint-Étienne (flertydig).
AS Saint-Étienne er en fransk fodboldklub fra Saint-Étienne, der spiller i den franske . Klubben er den klub, der har vundet næstflest franske mesterskaber, idet det er blevet til 10 triumfer. Senest i 1981.

## Historie
Klubben blev grundlagt i 1920 og spillede sin første sæson i den bedste franske liga i 1937/1938-sæsonen.
I 1957 vandt klubben sit første franske mesterskab, og frem til 1981 blev det til i alt 10 mesterskaber.
I 1982 var klubbens præsident Roger Rocher indblandet i en korruptionssag, hvilket kom til at gå hårdt ud over klubben. Rocher blev idømt en fængselsstraf og Saint-Étienne rykkede ud af Ligue 1. I 1999 kom klubben tilbage til rækken, og fik stabiliseret sig som et midterhold, men i 2001 blev to af klubbens spillere afsløret med falske pas. Klubben fik en pointstraf på 7 point, hvilket betød endnu en nedrykning.
I 2004 rykkede klubben op igen, og klarede i sin første sæson at få en 6. plads, hvilket betød første europæiske deltagelse i 20 år, da denne placering gav adgang til Toto Cuppen.
Ved Europa League lodtrækningen i UEFA hovedkvarteret i Nyon i Schweiz den 9. august 2013 trak AS Saint-Étienne Esbjerg fB som modstander i play-off runden, og tabte første opgør 3-4.

## Titler
Ligue 1:
- Guld (10): 1957, 1964, 1967, 1968, 1969, 1970, 1974, 1975, 1976, 1981
- Sølv (3): 1946, 1971, 1982

Coupe de France
- Guld (6): 1962, 1968, 1970, 1974, 1975, 1977
- Sølv (3): 1960, 1981, 1982

Coupe de la Ligue:
- Guld (1): 2013

Ligue 2:
- Guld (3): 1963, 1999, 2004
- Sølv (2): 1938, 1986

UEFA Champions League
- Sølv (1): 1976

## Nuværende Spillertrup
Opdateret 27. mars 2025
| 1  | Frankrig                    | Brice Maubleu (MÅ)              |
| 3  | Frankrig                    | Mickaël Nade (FO)               |
| 4  | Frankrig                    | Pierre Ekwah (MI)               |
| 5  | Marokko                     | Yunis Abdelhamid (FO)           |
| 6  | Marokko                     | Benjamin Bouchouari (MI)        |
| 7  | Frankrig                    | Irvin Cardona (AN)              |
| 8  | Frankrig                    | Dennis Appiah (FO)              |
| 9  | Mali                        | Ibrahim Sissoko (AN)            |
| 10 | Frankrig                    | Florian Tardieu (MI)            |
| 11 | New Zealand                 | Ben Old (AN)                    |
| 13 | Frankrig                    | Maxime Bernauer (FO)            |
| 14 | Frankrig                    | Louis Mouton (MI)               |
| 16 | Senegal                     | Boubacar Fall (MÅ)              |
| 17 | Frankrig                    | Pierre Cornud (FO)              |
| 19 | Frankrig                    | Léo Pétrot (FO)                 |
| 20 | Ghana                       | Augustine Boakye (MI)           |
| 21 | Demokratiske Republik Congo | Dylan Batubinsika (FO)          |
| 22 | Georgien                    | Zuriko Davitashvili (AN)        |
| 23 | Frankrig                    | Anthony Briancon (FO) (Anfører) |
| 25 | Senegal                     | Ibrahima Wadji (AN)             |
| 26 | Frankrig                    | Lamine Fomba (MI)               |
| 27 | Frankrig                    | Yvann Macon (FO)                |
| 28 | Serbien                     | Igor Miladinovic (MI)           |
| 29 | Frankrig                    | Aimen Moueffek (MI)             |
| 30 | Frankrig                    | Gautier Larsonneur (MÅ)         |
| 32 | Belgien                     | Lucas Stassin (AN)              |
| '  | Frankrig                    | Djylian N'Guessan (AN)          |

## Kendte spillere
- Aimé Jacquet
- Jacques Santini
- Dominique Rocheteau
- Michel Platini
- Laurent Blanc
- Willy Sagnol
- Bafétimbi Gomis
- Blaise Matuidi
- Dimitri Payet
- Kurt Zouma
- Hélder Postiga
- Fredy Guarín
- Kevin Mirallas
- Roger Milla
- Pierre-Emerick Aubameyang